# Pudupalayam
Pudupalayam es una ciudad y nagar Panchayat situada en el distrito de Tiruvannamalai en el estado de Tamil Nadu (India). Su población es de 11382 habitantes (2011). Se encuentra a 31 km de Tiruvannamalai y a 54 km de Vellore.

## Demografía
Según el censo de 2011 la población de Pudupalayam era de 11382 habitantes, de los cuales 5608 eran hombres y 5774 eran mujeres. Pudupalayam tiene una tasa media de alfabetización del 71,63%, inferior a la media estatal del 80,09%: la alfabetización masculina es del 80,64%, y la alfabetización femenina del 62,94%.